# Schloss Bergheim (Edertal)

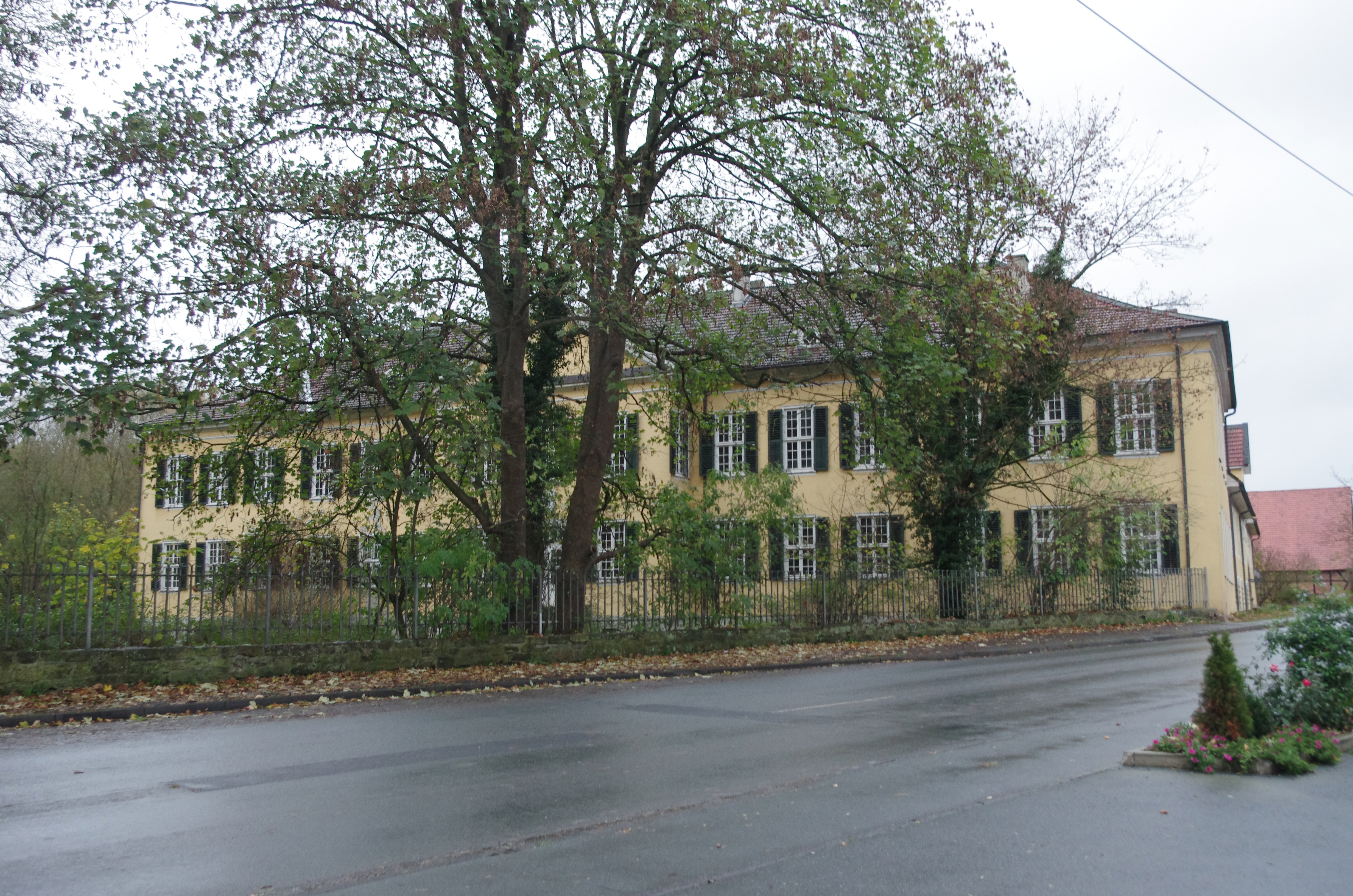
Das Schloss

Schloss Bergheim  ist ein Schloss mit Englischem Garten am Westrand des alten Ortskerns im Edertaler Ortsteil Bergheim im nordhessischen Landkreis Waldeck-Frankenberg.

## Die Anlage
Das Schloss, mit 30 Zimmern und 1.200 m² Wohnfläche, besteht aus einem langgestreckten zweigeschossigen, 15-achsigen Hauptgebäude auf einem Kellergeschoss, mit Walmdach und einem dreiachsigen Mittelrisaliten auf der Parkseite, und einem am östlichen Ende rechtwinklig dazu angebauten, ebenfalls zweigeschossigen Wirtschafts- und Torbau entlang der Schlossstraße. Die Querseiten sind fünfachsig. Auf der Hofseite führt eine Freitreppe zum Portal.
Zur Anlage gehört ein ca. 50.000 m² großer, bis an die Eder reichender Park mit bemerkenswertem altem Baumbestand aus dem 17. und 18. Jahrhundert.

## Geschichte
Das Schloss wurde 1692 anstelle eines kleinen mittelalterlichen Burgsitzes für Graf Christian Ludwig von Waldeck erbaut. Dieser übergab das Schloss mit den Dörfern Bergheim, Wellen und Königshagen als Paragium an seinen Sohn aus zweiter Ehe Josias, der die im Mannesstamm bis 1966 bestehende gräfliche Nebenlinie Waldeck-Bergheim begründete.
1785 bis 1786 wurde das Schloss von dem Kasseler Baumeister Simon Louis du Ry im frühklassizistischen Stil für Graf Josias II. von Waldeck-Bergheim erweitert.
Beim 1920 abgeschlossenen Vermögensvergleich zwischen dem Freistaat Waldeck und dem im November 1918 abgesetzten waldeckschen Fürstenhaus wurde das Schloss mitsamt seinem Park dem fürstlichen Haus, bzw. dessen gräflicher Nebenlinie zu Bergheim überlassen, während das bis dahin zum Schloss gehörige landwirtschaftliche Kammergut als Staatsdomäne dem Freistaat zugesprochen wurde und per Gesetz vom 8. April 1921 zum Waldeck-Pyrmonter Domanialvermögen kam. Im April 1929 wurde dieses Sondervermögen einem die waldeckischen Gemeinden umfassenden Zweckverband und dann im Februar 1942 dem Landkreis Waldeck übertragen, der dieses Vermögen zugunsten der ehemaligen Zweckverbandsgemeinden zu bewirtschaften hatte. Nach dem Ende des Zweiten Weltkriegs wurde die Domäne Bergheim für Siedlungszwecke und zur Abfindung Kriegsgeschädigter aufgelöst.
Graf Georg zu Waldeck und Pyrmont in Bergheim (1876–1966), letzter männlicher Spross der Linie, verkaufte Schloss und Park 1965. In den folgenden Jahren wurde der Park mit dem direkten Zugang zur Eder zu einem auch bei ausländischen Gästen sehr beliebten Campingplatz umgestaltet. Das Schloss wurde als Wohngebäude, der Straßentrakt lange als Arztpraxis genutzt. In dem Nebengebäude befanden sich die Werkstatt des Besitzers und eine Gaststätte.
1984 übernahm eine Hotelkette das gesamte Areal; geplant war der Umbau zu einem 4-Sterne-Hotel mit 150 Betten, Konferenzräumen und einem Restaurant. Das Nebengebäude wurde abgerissen und nahezu alles Wertvolle wurde aus dem Schloss entfernt und für den Umbau zwischengelagert, aber nach mehrjähriger Sanierung kam das Vorhaben zum Erliegen und übrig blieben eine Bauruine und der Verlust vieler zum Schloss und seiner Geschichte gehörenden Gegenstände. Seitdem fand das Schloss wechselnde, meist nur kurzzeitige Besitzer und verschiedene Nutzungen, stand oftmals für längere Zeiträume zum Verkauf, und sah sich immer mehr vom Verfall bedroht. Seit dem Herbst 2018 hat es wieder einen neuen Besitzer, aber noch sind zukünftige Nutzung und Finanzierung der dringend notwendigen Sanierung unklar.
Koordinaten: 51° 10′ 3″ N, 9° 8′ 5″ O